# Відвези мене додому
«Відвези мене додому» (англ. Take Me Home Tonight) — це американський ретро-комедійний фільм 2011 року режисера Майкла Доуза з Тофером Грейсом й Анною Фаріс у головних ролях. Сценарій написали Джекі та Джефф Фільго, колишні сценаристи телевізійного ситкому «Шоу 70-х», учасником якого був Грейс.
Зйомки розпочалися у Фініксі у 2007 році на тижні, який розпочався 19 лютого. У широкому прокаті фільм вийшов 4 березня 2011 року.
Назва походить від однойменної пісні Едді Мані 1986 року, яка з'явилась у трейлері та на екрані меню Blu-Ray і DVD релізів. Попри це пісня ніколи не звучала у фільмі.

## Сюжет
Метт Франклін — недавній випускник MTI, який працює в магазині відеопрокату в Лос-Анджелесі у 1988 році. Він все ще намагається з'ясувати, що він хоче зробити зі своїм життям, чим викликає роздратування у свого батька, офіцера поліції. Несподівано в крамницю заходить колишня однокласниця Метта, Торі Фредерінг, він бреше їй, що працює у Goldman Sachs. Торі запрошує його на вечірку на честь Дня праці, яку влаштовує Кайл, хлопець сестри-близнючки Метта, Венді.
Щоб Метт зміг справити враження на Торі, перед вечіркою його найкращий друг Баррі Натан викрадає Mercedes-Benz з автосалону, з якого його звільнили цього дня. На вечірці Метт незграбно намагається привернути увагу Торі. Баррі нюхає кокаїн, який лежав у бардачку вкраденого автомобіля, а потім бере участь у танцях. Кайл освідчується Венді перед всіма гостями вечірки. Її згода розчаровує Метта, який вважає, що Кайл не підтримає її у здійсненні мрії вступу до аспірантури.
Торі проводить Метта та Баррі на вечірку свого боса в Беверлі-Гіллз. Баррі має дикий сексуальний контакт із літньою жінкою. Метт допомагає Торі уникнути сексуальних домагань боса і це їх зближує. На задньому дворі сусідки вони стрибають на батуті, грають у «Правду чи дія?» та займаються сексом.
Венді та Кайл відкривають лист із Кембриджу, у якому дівчині відмовляють у вступі до аспірантури. Кайл явно відчуває полегшення, а Венді дуже засмучена.
Метт зізнається, що не працює у Goldman Sachs. Торі йде, залишивши Метта винним. Разом з Баррі він залишає вечірку. Баррі вичитує Метта, бо той не намагався отримати хоча б одну ніч задоволення і пропонує йому кокаїн. Автомобіль з'їжджає в кювет. На місце ДТП прибуває патруль. Одним із поліцейських виявляється батько Метта. Розчарований небажанням Метта обрати кар'єру, містер Франклін пошкоджує «Мерседес» ще більше, щоб син влаштувався на кращу роботу для виплати збитків. Метт вибачається перед батьком за те, що був таким невдахою, на що той відповідає, що він ніколи не робив чогось, тому ніколи не досягав невдачі. Він закликає Метта спробувати зробити хоч що-небудь в житті.
Знаючи, що Торі залишила свій автомобіль на вечірці, Метт і Баррі пробираються туди. Там роблять ставки на те, хто «покатається у м'ячі»: гігантській сталевій сфері. Метт знаходить Торі та намагається вибачитися, але вона не бажає пробачити його. Відчуваючи, що йому нічого втрачати, Метт залазить у некеровану сферу та його спускають схилом. Врізавшись у кілька автомобілів, «м'яч» опиняється в басейні. Виживши у випробуванні, Метт і Баррі повертаються на вечірку, де Венді та Торі радіють, що бачать Метта живим. Він отримує пробачення від Торі, а також номер її телефону. Зі світанком група повертається на вечірку, на якій все ще говорять про повернення Метта.
Венді, зрозумівши, що Метт мав рацію, розходиться з Кайлом. Баррі розмірковує над своїм майбутнім з Ешлі, дівчиною-готом, яку він зустрів на вечірці, говорить їй, що, можливо, йому потрібно вступити до коледжу. Метт сміливо цілує Торі на прощання. Тато Метта, досліджуючи гігантський м'яч у басейні, гордо всміхається, коли знаходить бирку з ім'ям свого сина. Метт, Баррі та Венді залишають вечірку на сході сонця.

## У ролях
| Актор              | Роль           |
| ------------------ | -------------- |
| Тофер Грейс        | Метт Франклін  |
| Анна Фаріс         | Венді Франклін |
| Ден Фоґлер         | Баррі Натан    |
| Тереза Палмер      | Торі Фредеркін |
| Кріс Пратт         | Кайл Мастерсон |
| Майкл Б'єн         | Білл Франклін  |
| Люсі Панч          | Шеллі          |
| Деметрі Мартін     | Карлос         |
| Боб Оденкерк       | Майк           |
| Сет Габел          | Брент          |
| Мішель Трахтенберг | Ешлі           |
| Джінніфер Ґудвін   | Бенкі          |
| Наталі Келлі       | Бет            |

## Виробництво
Основні зйомки завершились у 2007 році, але Universal Studios відклала фільм аж до його виходу у кінотеатрах у 2011 році. Тофер Грейс заявив, що випуск фільму був затриманий, бо студія не знала як просувати молодіжний комедійний фільм із кадрами вживання кокаїну, оскільки наркотик був популярним у 1980-х роках.
Його випуск відкладали, поки дочірнє підприємство Relativity Media, Rogue, не придбало фільм в Universal Pictures за 10 мільйонів доларів. Спочатку назва стрічки була «Молоді американці та діти в Америці», назви популярних пісень Девіда Бові та Кіма Вайлда.
3 березня 2011 року в інтерв'ю на радіошоу 102.7 KIIS FM Раяна Сікреста Тофер Грейс сказав колишньому учаснику шоу «American Idol» Крісу Медіні, що 1 % з касових зборів буде передано на догляд за нареченою Медіни, Джуліаною Рамос, яка потрапила в автокатастрофу. Внаслідок аварії у 2009 році жінка отримала серйозні травми мозку. За цією історією слідкували у всій країні з моменту появи Медіни на «American Idol».

## Випуск
У США фільм вийшов 4 березня 2011 року. Relativity випустила трейлер у грудні 2010 року.

### Домашні медіа
На DVD та Blu-ray фільм випустили 19 липня 2011 року. Видання Blu-ray містить цифрову копію.

## Сприйняття

### Касові збори
Фільм провалився в прокаті. У перші вихідні він зібрав $ 3 464 679 у 2 003 кінотеатрах Північної Америки, з цим показником стрічка опинилась на 11 місці. Загальна сума зборів склала $ 7 550 073, не зумівши окупити свій бюджет у 19 мільйонів доларів.

### Критика
На Rotten Tomatoes фільм має рейтинг схвалення 28 % на основі 115 оглядів, середня оцінка 4,6 / 10. У критичному консенсусі сайту зазначено: «У ньому є чарівна приємність, але „Відвези мене додому“ не настільки смішний й оригінальний, щоб відповідати комедіям, які він пробуджує». На Metacritic рейтинг 42 зі 100 на основі 38 оглядів критиків, що свідчить про «змішані чи середні відгуки». Глядачі, опитані CinemaScore, оцінили на С за шкалою від А до F.
Пітер Треверс з «Роллінг Стоун» написав, що у «Відвези мене додому» достатньо мужності та духу ретро-вечірки, щоб триматися у строю, перш ніж близьке знайомство породить зневагу". Критики похвалили головних акторів, проте зазначили, що фільм захоплює, але не занадто оригінально чи смішно. Лондонська газета «Дейлі мейл» описала фільм як «американська комедія без сміху» і «невтомно непривабливий». Девід Денбі з «Нью-Йоркера» написав: «Фільм досить приємний: молода австралійська актриса Тереза Палмер прекрасна та жива, а канадський сценарист-режисер Майкл Доуз добре керує вечіркою».
Колін Коверт з «Міннеаполіс стар тріб'юн» оцінив фільм 3 з 4 зірок, написавши, що фільм є «виграшним набрідом гостроти, який поєднав захоплюючі зовнішні фішки з розумним сценарієм. Там є романтична комедія періоду здорової сатири та трюки в стилі „Диваків“… „Відвези мене додому“ — це капсула часу з часів розквіту Джона Г'юза та Камерона Кроу, коли комедії дозволяли своїм персонажам бути як людяними, так і смішними».

### Номінації та нагороди
| Нагороди та номінації фільму «Відвези мене додому» | Нагороди та номінації фільму «Відвези мене додому» | Нагороди та номінації фільму «Відвези мене додому» | Нагороди та номінації фільму «Відвези мене додому» | Нагороди та номінації фільму «Відвези мене додому» | Нагороди та номінації фільму «Відвези мене додому» |
| Рік                                                | Кінофестиваль/кінопремія                           | Категорія/нагорода                                 | Номінант                                           | Результат                                          |                                                    |
| -------------------------------------------------- | -------------------------------------------------- | -------------------------------------------------- | -------------------------------------------------- | -------------------------------------------------- | -------------------------------------------------- |
| 2011                                               | Teen Choice Awards                                 | Choice Movie Actress: Comedy                       | Анна Фаріс                                         | Номінація                                          |                                                    |